# ВИЧ-активизм
ВИЧ-активизм — социальная активность против распространения ВИЧ / СПИДа, в поддержку эффективного лечения и против дискриминации на основе предрассудков (серофобия).
ВИЧ-активизм возник во многих странах мира и с момента распространения эпидемии получил широкое распространение во всем мире.
Даже после появления антиретровирусной терапии, ВИЧ-активизм продолжает существовать, так как во многих странах мира эпидемия ВИЧ продолжается, и все еще существует дискриминация на основе предрассудков о ВИЧ.
История ВИЧ-активизма в США началась с критики в адрес организаций общественного здравоохранения США (включая, зачастую, управляемую государством медицинскую бюрократию) и переросла в протестные движения из-за  дискриминации пациентов и распространения ошибочных представлений о ВИЧ / СПИДе. Методы активистов включают деятельность по созданию текстов, признаний известных людей о своем положительном ВИЧ-статусе, марши, сидячие забастовки, создание карикатурных изображений, перформансов и акций. В начале эпидемии ВИЧ американцы высыпали прах своих близких, умерших от СПИДа на головы политикам из Белого дома, замалчивающим эпидемию. ВИЧ-активисты проводили акции, писали тексты, создавали граффити, снимали кино, ставили спектакли, делали перформансы, создавали плакаты, картины, фильмы, ради распространения своих идей. В США и Западной Европе ВИЧ-активизм вошел в историю гражданских движений за права человека, а также нашел свое отражение в современном искусстве, литературе и кино.
В России существует СПИД-центр (Фонд помощи людям, живущим с ВИЧ).
ВИЧ-активизм в России и в других русскоязычных регионах существует не только внутри организаций, он имеет различные формы не связанных друг с другом социальных активностей.